# Heinrich Haeser
Heinrich Haeser (även Häser), född 15 oktober 1811 i Rom, död 13 september 1885 i Breslau, var en tysk läkare, son till August Ferdinand Häser.
Haeser blev 1836 docent i Jena, 1839 extra ordinarie och 1846 ordinarie professor vid polikliniken där samt kallades 1849 till professor först i Leipzig och sedan i Greifswald och 1862 till professor i Breslau. Han var en synnerligen lärd man och inlade framför allt stora förtjänster genom sina arbeten i medicinens historia.